# تشلمندلي (تشيشير)
تشلمندلي (بالإنجليزية: Cholmondeley, Cheshire)‏ هي قرية وأبرشية مدنية تقع في المملكة المتحدة في إنجلترا. يقدر عدد سكانها بـ 136 نسمة .